# NLB Prishtina
Die NLB Prishtina sh.A. (ehem. Kasabank sh.A.) in Pristina ist die drittgrößte Bank im Kosovo (Stand 2007). Eigentümer ist die slowenische Nova Ljubljanska banka (NLB). Sie erwarb Anfang April 2007 – nach Angaben der Wirtschaftszeitung Finance – 50,14 Prozent der Anteile für einen Preis von 28 Millionen Euro. Später übernahm die NLB die restlichen Aktien und ist nun der alleinige Inhaber der NLB Prishtina. Die NLB Prishtina (damals noch Kasabank) hatte zu diesem Zeitpunkt 128 Millionen Euro (2006) Bilanzsumme und einen Marktanteil im Kosovo von 12,3 Prozent.
Nach der kompletten Übernahme durch die Nova Ljubljanska banka änderte die Kasabank ihren Namen zu NLB Prishtina. Sie verwalteten per Ende März rund 196 Millionen Euro. Die NLB Prishtina unterhält 8 weitere Niederlassungen.
Die Bank ist Mitglied im 2011 gegründeten Fondi për Sigurimin e Depozitave të Kosovës (FSDK), einem Einlagensicherungsfonds.